# Landstreitkräfte der UdSSR
Die Landstreitkräfte der UdSSR (Originalbezeichnung russisch Сухопутные войска СССР (СВ СССР) / Suchoputnye woiska SSSR (SW SSSR)) waren mit Wirkung vom 25. Februar 1946 eine selbständige Teilstreitkraft der Sowjetarmee, die personell den größten Anteil der Streitkräfte der Sowjetunion umfasste. 
Von 1950 bis in die 1980er Jahre verfügten die Sowjetischen Landstreitkräfte über die folgenden hauptsächlichen Truppengattungen:
- Motorisierte Schützentruppen (bis 12. Mai 1957 Schützentruppen)
- Panzertruppen (bis 1954 gepanzerte und mechanisierte Truppen, bis 1960 gepanzerte Truppen)
- Luftlandetruppen
- Raketentruppen und Artillerie – RTA (bis 1952 Artillerie)
- Armeefliegerkräfte
- Signaltruppen
- Ingenieurtruppen
- Truppenluftabwehr (einschließlich Radar-Führungstruppen)
- Chemische Truppen
- Rückwärtige Dienste

Mit Auflösung der UdSSR erhielt diese Teilstreitkraft im Jahre 1992 die Bezeichnung Russisches Heer und wurde entsprechend den veränderten Lagebedingungen umstrukturiert.

## Oberbefehlshaber
- 1946: G. K. Schukow, Marschall der Sowjetunion
- 1946–1950: I. S. Konew, Marschall der Sowjetunion
- 1955–1956: I.S. Konew, Marschall der Sowjetunion
- 1956–1957: R. J. Malinowski, Marschall der Sowjetunion
- 1957–1960: A. A. Gretschko, Marschall der Sowjetunion
- 1960–1964: W. I. Tschuikow, Marschall der Sowjetunion
- 1967–1980: Iwan Pawlowski, Armeegeneral
- 1980–1985: W. I. Petrow, Marschall der Sowjetunion
- 1985–1989: J. F. Iwanowski, Marschall der Sowjetunion
- 1990–1991: W. I. Warennikow, Armeegeneral
- 1991–1996: W. M. Semjonow, Armeegeneral

Im Zeitraum vom 26. März 1950 bis 13. März 1955 und vom 7. März 1964 bis zum 5. Mai 1967 blieb der Dienstposten Oberbefehlshaber Heer in Folge von Strukturänderungen offen und wurde somit nicht besetzt. Während dieser Zeit wurden die Aufgaben in Personalunion durch den Verteidigungsminister der UdSSR bzw. durch den Generalstab der Streitkräfte der UdSSR wahrgenommen.